# Victorian Premier League 2
La Victorian Premier League 2, nota anche come VPL 2, è il terzo livello di calcio nella parte settentrionale dello Stato del Victoria, Australia. A livello nazionale, è di un grado inferiore alla VPL 1 e costituisce la quinta serie del paese. È diretto dalla FFV, la federazione dello stato di appartenenza.

## Storia
Nel 2023, la FFV annuncia l'espansione della propria piramide calcistica, introducendo una nuova terza divisione statale legata alla VPL 1 tramite un sistema di promozioni/retrocessioni.

## Squadre partecipanti
Stagione 2025.
- Altona City
- Boroondara-Carey Eagles
- Box Hill Utd
- Brunswick Juventus
- Eltham Redbacks
- Essendon Royals
- Geelong
- Goulburn Valley Suns
- North Geelong Warriors
- Nunawading City
- Pascoe Vale
- Springvale White Eagles
- Werribee City
- Whittlesea Utd

## Albo d'oro

### Vincitori della VPL 2
- 2024 -  Melbourne Srbija